# Malacàntids
Els malacàntids (Malacanthidae) són una família de peixos marins inclosa en l'ordre Perciformes.

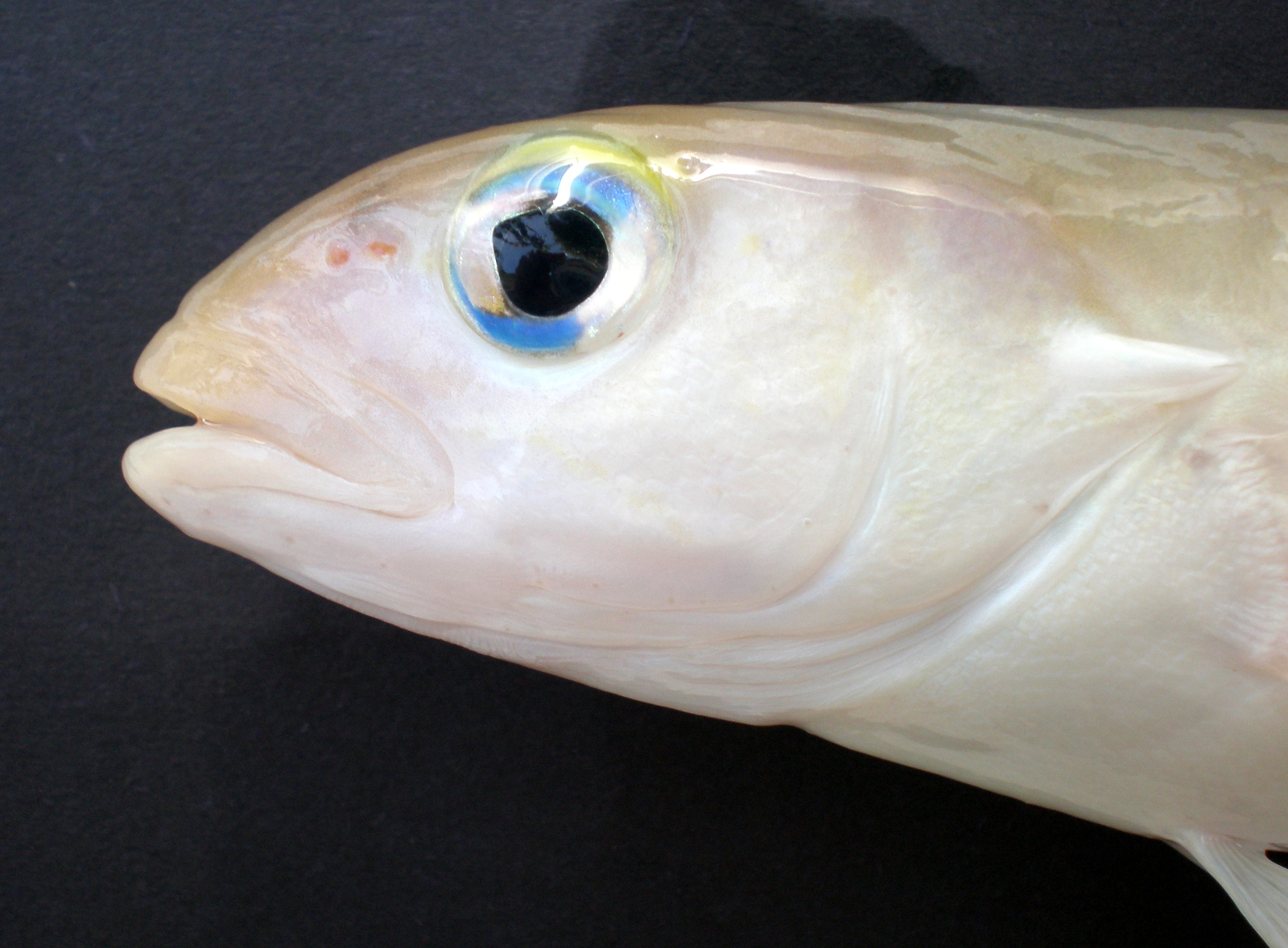
Malacanthus brevirostris

## Gèneres
- Subfamília Malacanthiinae
  - Gènere Branchiostegus
    - Branchiostegus albus Dooley, 1978.
    - Branchiostegus argentatus (Cuvier, 1830).
    - Branchiostegus auratus (Kishinouye, 1907).
    - Branchiostegus australiensis Dooley & Kailola, 1988.
    - Branchiostegus doliatus (Cuvier, 1830).
    - Branchiostegus gloerfelti Dooley & Kailola, 1988.
    - Branchiostegus hedlandensis Dooley & Kailola, 1988.
    - Branchiostegus ilocanus Herre, 1928.
    - Branchiostegus japonicus (Houttuyn, 1782).
    - Branchiostegus paxtoni Dooley & Kailola, 1988.
    - Branchiostegus saitoi Dooley & Iwatsuki, 2012.
    - Branchiostegus sawakinensis Amirthalingam, 1969.
    - Branchiostegus semifasciatus (Norman, 1931).
    - Branchiostegus serratus Dooley & Paxton, 1975.
    - Branchiostegus vittatus Herre, 1926.
    - Branchiostegus wardi Whitley, 1932.

  - Gènere Hoplolatilus
    - Hoplolatilus chlupatyi Klausewitz, McCosker, Randall & Zetzsche, 1978.
    - Hoplolatilus cuniculus Randall & Dooley, 1974.
    - Hoplolatilus fourmanoiri Smith, 1964.
    - Hoplolatilus fronticinctus (Günther, 1887).
    - Hoplolatilus geo Fricke & Kacher, 1982.
    - Hoplolatilus luteus Allen & Kuiter, 1989.
    - Hoplolatilus marcosi Burgess, 1978.
    - Hoplolatilus oreni (Clark & Ben-Tuvia, 1973).
    - Hoplolatilus pohle Earle & Pyle, 1997.
    - Hoplolatilus purpureus Burgess, 1978.
    - Hoplolatilus starcki Randall & Dooley, 1974.

  - Gènere Malacanthus
    - Malacanthus brevirostris Guichenot, 1848.
    - Malacanthus latovittatus (Lacépède, 1801).
    - Malacanthus plumieri (Bloch, 1786).
- Subfamília Latilinae
  - Gènere Caulolatilus
    - Caulolatilus affinis Gill, 1865.
    - Caulolatilus bermudensis Dooley, 1981.
    - Caulolatilus chrysops (Valenciennes, 1833).
    - Caulolatilus cyanops Poey, 1866.
    - Caulolatilus dooleyi Berry, 1978.
    - Caulolatilus guppyi Beebe & Tee-Van, 1937.
    - Caulolatilus hubbsi Dooley, 1978.
    - Caulolatilus intermedius Howell Rivero, 1936.
    - Caulolatilus microps Goode & Bean, 1878.
    - Caulolatilus princeps (Jenyns, 1840).
    - Caulolatilus williamsi Dooley & Berry, 1977.

  - Gènere Lopholatilus
    - Lopholatilus chamaeleonticeps Goode & Bean, 1879.
    - Lopholatilus villarii Miranda-Ribeiro, 1915.